# Tom Leezer
Tom Leezer (* 26. Dezember 1985 in Den Haag) ist ein ehemaliger niederländischer Radrennfahrer.

## Werdegang
Tom Leezer wurde 2003 niederländischer Meister im Straßenrennen der Junioren. Im folgenden Jahr schloss er sich als U23-Fahrer dem Continental Team Van Vliet-EBH-Advocaten und 2005 Rabobank Continental an. Als U23-Fahrer gewann er u. a. 2006 die niederländische Straßenmeisterschaft.
Im Jahr 2008 wurde Leezer Mitglied des damaligen ProTeams Rabobank, bei dem er bis zu seinem Karriereende unter Vertrag blieb. Für dieses Team bestritt er mehrere „Grand Tours“ und gewann 2013 eine Etappe der Tour de Langkawi, einer Rundfahrt hors categorie.
Zum Ende der Saison 2020 beendete er aus gesundheitlichen Gründen seine Profikarriere.

## Erfolge
2003
- Niederländischer Meister – Straßenrennen (Junioren)

2004
- eine Etappe Cinturón a Mallorca

2005
- eine Etappe Internationale Thüringen Rundfahrt (U23)

2006
- Niederländische Meisterschaft – Straßenrennen (U23)

2007
- Gesamtwertung und eine Etappe Triptyque des Monts et Châteaux
- eine Etappe Olympia’s Tour
- Niederländischer Meister – Straßenrennen (U23)

2011
- Mannschaftszeitfahren Tirreno–Adriatico

2013
- eine Etappe Tour de Langkawi

2019
- Mannschaftszeitfahren UAE Tour

## Grand-Tour-Platzierungen
| Grand Tour            | 2009 | 2010 | 2011 | 2012 | 2013 | 2014 | 2015 | 2016 | 2017 | 2018 | 2019 | 2020 |
| --------------------- | ---- | ---- | ---- | ---- | ---- | ---- | ---- | ---- | ---- | ---- | ---- | ---- |
| Giro d’ItaliaGiro     | –    | –    | –    | DNF  | –    | –    | –    | –    | –    | –    | 119  | –    |
| Tour de FranceTour    | –    | –    | –    | –    | 150  | 133  | 153  | –    | –    | –    | –    | –    |
| Vuelta a EspañaVuelta | 129  | –    | –    | –    | –    | –    | –    | –    | –    | 139  | –    | –    |